# Cantonul Saint-Georges-de-l'Oyapock
Cantonul Saint-Georges-de-l'Oyapock este un canton din arondismentul Cayenne, departamentul Guyana Franceză, regiunea Guyana Franceză, Franța.

## Comune
- Camopi
- Ouanary
- Saint-Georges-de-l'Oyapock (reședință)